# Fruitvale, Texas
Fruitvale är en ort i Van Zandt County i delstaten Texas, USA.